# Ausa (revista)
Ausa és una revista del Patronat d'Estudis Osonencs, creada el 1952, dedicada preferentment a temes històrics vigatans, i que recull estudis de qualsevol disciplina humanística o científica relacionats amb la comarca d'Osona.
Inicialment tingué una periodicitat trimestral. Des del 1986 té una regularitat semestral. Fins al 1974, la gran majoria d'articles eren escrits en castellà, però a partir del 1975, el català n'esdevingué l'idioma usual. D'altra banda, el 1983 i, posteriorment, el 1990, es produïren canvis importants en la imatge de la revista. Els articles i estudis publicats sobre la comarca d'Osona és molt important tant en el camp de la història, com del folklore o de l'art. Entre els seus col·laboradors figuren noms tan remarcables com Ramon d'Abadal i de Vinyals, Eduard Junyent i Antoni Pladevall, tots ells estretament vinculats a aquesta comarca. La composició del consell de redacció i del consell assessor mostra el gran lligam que hi ha entre la revista i el món universitari, amb la participació d'historiadors i erudits com Miquel Batllori, Pierre Bonnassie, Antoni M. Badia i Margarit i Paul Freedman.
La revista Ausa es publica en accés obert des del 2002, moment en què es van digitalitzar tots els seus números antics. Aquell mateix any es convertí en la primera revista que es va incorporar al repositori cooperatiu de les Revistes Catalanes amb Accés Obert (RACO).